# Torneo di Viareggio 1994
Il Torneo di Viareggio 1994, quarantaseiesima edizione del torneo calcistico riservato alle formazioni giovanili di squadre di tutto il mondo ed organizzato dalla CGC Viareggio, si è svolto dal 30 gennaio al 15 febbraio 1994.
Il torneo, al quale hanno partecipato ventiquattro formazioni da sette paesi, è stato vinto dalla Juventus che, in una ripetizione risolta al golden goal, ha superato 3-2 la Fiorentina.

## Avvenimenti
La Juventus, allenata da Antonello Cuccureddu e trascinata dal promettente Alessandro Del Piero destinato a divenire la bandiera bianconera dei successivi vent'anni nonché uno dei maggiori calciatori della sua epoca, interruppe un lungo digiuno conquistando la Coppa Carnevale per la seconda volta nella sua storia, a trentatré anni di distanza dalla sua precedente affermazione. La squadra torinese superò in finale la Fiorentina guidata da Luciano Chiarugi, che a sua volta poteva contare sulle prestazioni di un promettente Francesco Flachi.
I toscani arrivarono a giocarsi il successo con un percorso netto, vincendo il proprio girone e superando l'Atalanta nella seconda fase a eliminazione diretta, battendo poi il Bari ai quarti e il Milan in semifinale. Più altalenante fu il cammino dei piemontesi, qualificati come secondi del proprio gruppo, dietro al Monza, e poi battuti dai concittadini del Torino nella seconda fase, ma qui ripescati (assieme ai summenzionati atalantini) in qualità di migliori perdenti; in seguito, ebbero la meglio di Napoli e Roma, rispettivamente, ai quarti e in semifinale.
L'epilogo del torneo si dipanò in due atti, poiché la finale del 14 febbraio tra bianconeri e gigliati si chiuse sul 2-2 al termine dei tempi regolamentari. Stante il formato dell'edizione, si procedette a una ripetizione della sfida, andata in scena due giorni dopo. Questa, chiusasi nuovamente sul 2-2 al 90', proseguì stavolta ai supplementari, che videro una delle prime applicazioni nella storia del calcio del concetto di sudden death, ovvero «morte improvvisa», una regola che diverrà presto nota come golden goal. Fu un rigore di Del Piero, trasformato allo scadere del primo tempo supplementare, a rompere la parità e, di conseguenza, a porre fine alla partita sancendo il trionfo della Juventus: si trattò della prima volta, a livello internazionale, in cui questa nuova variabile risultò decisiva per l'assegnazione di un trofeo calcistico, seppure in ambito giovanile.

## Squadre partecipanti
Squadre italiane
- Atalanta
- Bari
- Cagliari
- Cosenza
- Fiorentina
- Inter
- Juventus
- Lazio
- Milan
- Monza
- Napoli
- Palermo
- Parma
- Reggiana
- Roma
- Sambenedettese
- Torino
- Verona

Squadre europee
- Werder Brema -

Squadre americane
- USA Soccer -
- Pumas UNAM -
- Flamengo -

Squadre asiatiche
- Indonesia -
- Yomiuri -

## Formato

Un momento delle finali tra Juventus e Fiorentina; a destra, il promettente numero dieci bianconero Alessandro Del Piero, match winner della ripetizione con un golden goal nei tempi supplementari.

Le ventiquattro partecipanti sono suddivise in sei gironi da quattro formazioni ciascuno, affrontandosi in gare di sola andata, al termine delle quali si qualificano alla fase successiva tutte le prime e seconde classificate. Nel secondo turno le sedici squadre rimaste in gara vengono accoppiate in scontri a eliminazione diretta, con l'eventuale esecuzione dei tiri di rigore al termine dei tempi regolamentari: passano ai quarti di finale le sei vincitrici degli incontri più le due ripescate come migliori perdenti. Dai quarti di finale in poi, dopo i tempi regolamentari, le formazioni ancora in parità affrontano due tempi supplementari da quindici minuti ciascuno, seguiti ulteriormente dai rigori. Le vincenti delle semifinali giocano la finale che, in caso di pareggio al termine dei tempi regolamentari, viene ripetuta e, stante un'ulteriore situazione di parità, risolta ai supplementari – stavolta, con la discriminante del golden goal – ed eventualmente ai rigori.

## Risultati

### Fase a gruppi

#### Gruppo 1
| Squadra   | Punti | G | V | N | P | GF | GS | DR  |
| --------- | ----- | - | - | - | - | -- | -- | --- |
| Torino    | 7     | 3 | 2 | 1 | 0 | 7  | 2  | +5  |
| Napoli    | 5     | 3 | 1 | 2 | 0 | 5  | 2  | +3  |
| Cosenza   | 4     | 3 | 1 | 1 | 1 | 8  | 3  | +5  |
| Indonesia | 0     | 3 | 0 | 0 | 3 | 2  | 15 | -13 |

| Torino | 1 - 1 | Napoli |

| Cosenza | 7 - 1 | Indonesia |

| Torino | 2 - 1 | Cosenza |

| Napoli | 4 - 1 | Indonesia |

| Torino | 4 - 0 | Indonesia |

| Napoli | 0 - 0 | Cosenza |

#### Gruppo 2
| Squadra    | Punti | G | V | N | P | GF | GS | DR |
| ---------- | ----- | - | - | - | - | -- | -- | -- |
| Monza      | 7     | 3 | 2 | 1 | 0 | 4  | 1  | +3 |
| Juventus   | 5     | 3 | 1 | 2 | 0 | 4  | 3  | +1 |
| Lazio      | 4     | 3 | 1 | 1 | 1 | 3  | 3  | 0  |
| Pumas UNAM | 0     | 3 | 0 | 0 | 3 | 2  | 6  | -4 |

| Monza | 1 - 1 | Juventus |

| Lazio | 2 - 1 | Pumas UNAM |

| Monza | 1 - 0 | Lazio |

| Juventus | 2 - 1 | Pumas UNAM |

| Monza | 2 - 0 | Pumas UNAM |

| Juventus | 1 - 1 | Lazio |

#### Gruppo 3
| Squadra        | Punti | G | V | N | P | GF | GS | DR  |
| -------------- | ----- | - | - | - | - | -- | -- | --- |
| Cagliari       | 7     | 3 | 2 | 1 | 0 | 6  | 1  | +5  |
| Atalanta       | 5     | 3 | 1 | 2 | 0 | 5  | 1  | +4  |
| USA Soccer     | 4     | 3 | 1 | 1 | 1 | 6  | 3  | +3  |
| Sambenedettese | 0     | 3 | 0 | 0 | 3 | 0  | 12 | -12 |

| Cagliari | 0 - 0 | Atalanta |

| USA Soccer | 4 - 0 | Sambenedettese |

| Cagliari | 2 - 1 | USA Soccer |

| Atalanta | 4 - 0 | Sambenedettese |

| Cagliari | 4 - 0 | Sambenedettese |

| Atalanta | 1 - 1 | USA Soccer |

#### Gruppo 4
| Squadra    | Punti | G | V | N | P | GF | GS | DR |
| ---------- | ----- | - | - | - | - | -- | -- | -- |
| Fiorentina | 6     | 3 | 2 | 0 | 1 | 4  | 2  | +2 |
| Roma       | 5     | 3 | 1 | 2 | 0 | 3  | 2  | +1 |
| Flamengo   | 4     | 3 | 1 | 1 | 1 | 4  | 3  | +1 |
| Reggiana   | 1     | 3 | 0 | 1 | 2 | 1  | 5  | -4 |

| Fiorentina | 0 - 1 | Roma |

| Flamengo | 2 - 0 | Reggiana |

| Fiorentina | 1 - 0 | Flamengo |

| Roma | 0 - 0 | Reggiana |

| Fiorentina | 3 - 1 | Reggiana |

| Roma | 2 - 2 | Flamengo |

#### Gruppo 5
| Squadra | Punti | G | V | N | P | GF | GS | DR |
| ------- | ----- | - | - | - | - | -- | -- | -- |
| Milan   | 9     | 3 | 3 | 0 | 0 | 8  | 1  | +7 |
| Bari    | 6     | 3 | 2 | 0 | 1 | 5  | 5  | 0  |
| Verona  | 3     | 3 | 1 | 0 | 2 | 5  | 5  | 0  |
| Yomiuri | 0     | 3 | 0 | 0 | 3 | 2  | 9  | -7 |

| Milan | 3 - 0 | Bari |

| Verona | 3 - 1 | Yomiuri |

| Milan | 1 - 0 | Verona |

| Bari | 2 - 0 | Yomiuri |

| Milan | 4 - 1 | Yomiuri |

| Bari | 3 - 2 | Verona |

#### Gruppo 6
| Squadra      | Punti | G | V | N | P | GF | GS | DR |
| ------------ | ----- | - | - | - | - | -- | -- | -- |
| Inter        | 7     | 3 | 2 | 1 | 0 | 5  | 0  | +5 |
| Parma        | 3     | 3 | 0 | 3 | 0 | 2  | 2  | 0  |
| Palermo      | 2     | 3 | 0 | 2 | 1 | 3  | 4  | -1 |
| Werder Brema | 2     | 3 | 0 | 2 | 1 | 3  | 7  | -4 |

| Inter | 0 - 0 | Parma |

| Palermo | 2 - 2 | Werder Brema |

| Inter | 1 - 0 | Palermo |

| Parma | 1 - 1 | Werder Brema |

| Inter | 4 - 0 | Werder Brema |

| Parma | 1 - 1 | Palermo |

### Secondo turno a eliminazione diretta
| Torino | 1 - 0 | Juventus |

| Napoli | 3 - 1 | Monza |

| Roma | 2 - 0 | Cagliari |

| Fiorentina | 2 - 2 (5-3 d.c.r.) | Atalanta |

| Milan | 1 - 0 | Parma |

| Bari | 0 - 0 (3-1 d.c.r.) | Inter |

### Fase finale
|  | Quarti di finale | Quarti di finale | Quarti di finale |            |                  | Semifinali       | Semifinali | Semifinali |  |  | Finale | Finale | Finale |  |
|  |                  |                  |                  |            |                  |                  |            |            |  |  |        |        |        |  |
|  | Juventus         | Juventus         | 2                |            |                  |                  |            |            |  |  |        |        |        |  |
|  | Juventus         | Juventus         | 2                |            |                  |                  |            |            |  |  |        |        |        |  |
|  | Napoli           | Napoli           | 1                |            |                  |                  |            |            |  |  |        |        |        |  |
|  | Napoli           | Napoli           | 1                |            | Juventus         | Juventus         | 1          |            |  |  |        |        |        |  |
|  |                  |                  |                  |            | Juventus         | Juventus         | 1          |            |  |  |        |        |        |  |
|  |                  |                  | Roma             | Roma       | 0                |                  |            |            |  |  |        |        |        |  |
|  | Roma (dtr)       | Roma (dtr)       | Roma             | Roma       | 0                | 1 (4)            |            |            |  |  |        |        |        |  |
|  | Roma (dtr)       | Roma (dtr)       |                  |            |                  |                  |            |            |  |  |        |        |        |  |
|  | Torino           | Torino           | 1 (3)            |            |                  |                  |            |            |  |  |        |        |        |  |
|  | Torino           | Torino           | 1 (3)            |            | Juventus (gg)    | Juventus (gg)    | 3          |            |  |  |        |        |        |  |
|  |                  |                  |                  |            |                  |                  |            |            |  |  |        |        |        |  |
|  |                  |                  | Fiorentina       | Fiorentina | 2                |                  |            |            |  |  |        |        |        |  |
|  | Fiorentina       | Fiorentina       | Fiorentina       | Fiorentina | 2                | 1                |            |            |  |  |        |        |        |  |
|  | Fiorentina       | Fiorentina       |                  |            |                  |                  |            |            |  |  |        |        |        |  |
|  | Bari             | Bari             | 0                |            |                  |                  |            |            |  |  |        |        |        |  |
|  | Bari             | Bari             | 0                |            | Fiorentina (dtr) | Fiorentina (dtr) | 2 (4)      |            |  |  |        |        |        |  |
|  |                  |                  |                  |            | Fiorentina (dtr) | Fiorentina (dtr) | 2 (4)      |            |  |  |        |        |        |  |
|  |                  |                  | Milan            | Milan      | 2 (2)            |                  |            |            |  |  |        |        |        |  |
|  | Milan            | Milan            | Milan            | Milan      | 2 (2)            | 1                |            |            |  |  |        |        |        |  |
|  | Milan            | Milan            |                  |            |                  |                  |            |            |  |  |        |        |        |  |
|  | Atalanta         | Atalanta         | 0                |            |                  |                  |            |            |  |  |        |        |        |  |

#### Finale
| Viareggio 14 febbraio 1994, ore 15:00 CET Finale                                            | Juventus  | 2 – 2 referto                   | Fiorentina | Stadio dei Pini |
| \| \| \| \| \| Cammarata 34’ Toniolo 87’ \| Marcatori \| 62’ (aut.) Terrera 71’ Beltrami \| |           |                                 |            |                 |
|                                                                                             |           |                                 |            |                 |
| Cammarata 34’ Toniolo 87’                                                                   | Marcatori | 62’ (aut.) Terrera 71’ Beltrami |            |                 |

| Arbitro: | Stafoggia |

|                                                      |           |                    |
| Cammarata 8’ Manfredini 52’ Del Piero 105’ (gg rig.) | Marcatori | 67’, 86’ Banchelli |